# Jacques-Paul Martin
Pour les articles homonymes, voir Jacques Martin et Martin.
Jacques Martin, né le 26 août 1908 à Amiens et mort le 27 septembre 1992 au Vatican, est un cardinal français de la Curie romaine, préfet émérite de la Maison pontificale.
De 1936 à son départ en retraite en 1986, le prélat français demeura à la Curie romaine au service de six papes, de Pie XI à Jean-Paul II.

## Biographie

### Prêtre
Jacques Martin fit ses études à l'Université de Strasbourg, où il obtint une licence en Lettres. Jacques Martin est ordonné prêtre le 14 octobre 1934 à Paris par Monseigneur Henri Friteau, spiritain, pour le diocèse de Nice. Puis il poursuit ses études à Rome. Il fréquente le séminaire de l’Université pontificale grégorienne de 1929 à 1936, où il obtient un doctorat en théologie ; cela fait suite à sa thèse "Le Chartreux Louis XIV, Dom Innocent Le Masson". Martin a fréquenté l'Académie pontificale ecclésiastique de Rome entre 1936 et 1938 et l'Université pontificale du Latran, où il a obtenu un doctorat en droit canon. Il entre à la Curie romaine en intégrant la Secrétairerie d'État du Vatican en 1938.
Il devait toute sa vie rester à Rome, appelé dès 1936 à la section française de la secrétairerie d’État du Vatican, chargé de rédiger en français les réponses, les télégrammes, les textes officiels, soumis à la signature du pape ou du secrétaire d'État. Pendant la guerre, nombre de documents diplomatiques émanèrent de sa plume et de sa réflexion. Mais jamais il ne consentit à l'admettre.
Il a été membre de la délégation papale au 34e Congrès eucharistique international à Budapest (12 mai 1938) et est nommé chambellan privé surnuméraire le 2 juin 1941 par Pie XII.
Le 30 juin 1944, il rencontre le général de Gaulle de passage à Rome, et le qualifie d'« homme vraiment supérieur, [qui] inspire pleine confiance [et] personnifie la France réhabilitée ».
Au souvenir du pape Pie XII (1939-1958), il ne tolérait pas qu'on pût apporter des réserves. Durant toute la guerre, Mgr Martin, jeune prélat, avait assuré la liaison entre la Résistance française et le Vatican, contribuant par exemple à transmettre à Londres des exemplaires clandestins de témoignage chrétien. Ensuite, sa collaboration quotidienne avec Mgr Montini, substitut à la secrétairerie d'État, futur Paul VI, se noua, devenant presque une amitié, qui ne se démentit pas jusqu'au dernier jour.
Sous Pie XII, Jean XXIII (1958-1963), puis Paul VI (1963-1978), Mgr Jacques Martin demeura à la tête de la " section française ", bientôt aidé de Mgr Veuillot, de Mgr Pichon, de Mgr Poupard, puis grossie de collaborateurs nouveaux.
Il fut nommé prélat domestique de Sa Sainteté le 20 juin 1951. Il représenta la secrétaire d'État vaticane aux fêtes polonaises d'Assise pour le septième centenaire de la canonisation de saint Stanislas par Innocent IV le 16 septembre 1953. Il eut l'honneur d'être l'envoyé spécial du Vatican à la célébration du jubilé d'argent du couronnement de Hailé Sélassié Ier, empereur d'Éthiopie en 1954. Il fut nommé chanoine de la basilique patriarcale vaticane et protonotaire apostolique surnuméraire le 10 décembre 1958 par Pie XII. Il devint organisateur des voyages pontificaux.

### Évêque
Lorsque Paul VI décida de son voyage en Terre sainte en janvier 1964, officiel du Secrétariat d'État, chanoine de la basilique du Vatican, c'est Monseigneur Martin qui en mit au point la préparation matérielle, et il eut la surprise d'apprendre sur place, le 5 janvier 1964, du pape Paul VI lui-même, qu'il était nommé évêque titulaire de Naplouse en Palestine (Neapoli di Palestina), il fut consacré le 11 février suivant par le cardinal Paolo Marella, archiprêtre de la basilique Saint-Pierre, cardinal-prêtre de  Sant'Andrea delle Fratte, co-consacrants Messeigneurs Angelo Dell'Acqua, archevêque titulaire de Chalcédoine (de), suppléant du Secrétariat d'État, et Paul-Pierre Philippe, OP, archevêque titulaire d'Héracléopolis Magna (de), secrétaire de la sacrée Congrégation des religieux.
Il est père conciliaire des troisième (14 septembre - 21 novembre 1964) et quatrième (14 septembre - 8 décembre 1965) sessions du IIe concile œcuménique du Vatican.
Le 9 avril 1969, il est nommé préfet de la Maison pontificale, charge qu'il assume durant dix-sept années jusqu'à sa retraite le 18 décembre 1986. Il est alors élevé au rang d'archevêque.
Figure familière au Vatican durant cinq décennies, aux côtés de six pontifes, il organisa plusieurs voyages pontificaux et voyagea avec eux, supervisant lors d’audiences privées.
Il est promu par le pape Jean-Paul II au titre personnel d'archevêque titulaire de Néapolis-en-Palestine (de) et nommé préfet émérite de la maison pontificale le 18 décembre 1986.

### Cardinal
Il est créé cardinal par Jean-Paul II lors du consistoire du 28 juin 1988 avec le titre de cardinal-diacre du Sacro Cuore di Cristo Re. Élevé au cardinalat, il reçoit le titre de la barrette rouge et le diaconat du Sacro Cuore di Cristo Re (Sacré-Cœur du Christ Roi) le même jour. Mais atteint par la limite d'âge, il perd dès le mois d'août le droit de vote en cas de conclave.

### Décès
Le cardinal Jacques Martin est décédé au sein de la Cité du Vatican le matin du 27 septembre 1992, à l'âge de 84 ans, des suites d'une crise cardiaque. Le pape Jean-Paul II a présidé le rite des funérailles, célébrées en la basilique Saint-Pierre, le jeudi 1er octobre, les cardinaux présents à Rome ont concélébré avec le Pontife, qui a également prononcé l’homélie. Sa dépouille repose dans la tombe du chapitre du Vatican dans la chapelle des chanoines de la basilique Saint-Pierre, à l'intérieur du cimetière Campo Verano de Rome, puis a ensuite été transporté dans sa diaconie dans la chapelle de la Riconciliazione à l'intérieur de la basilique du Sacro Cuore di Cristo Re à Rome le 2 décembre 1997.

## Témoignages sur la vie des Papes
Étonnant mémorialiste, ce grand commis de l'Église, que ses familiers appelaient "Monsieur de Naplouse", prit des notes tout au long de sa vie vaticane afin de ne pas laisser dans l'oubli la petite histoire de l'Église, témoignages directs ou de première main.

### Pie XII

#### Du cardinal Pacelli à Pie XII
Mars 1939 - "Quel beau Pape ce sera !", la prédiction de Pie XI s'est vérifiée. Peut-être les missions pontificales confiées au secrétaire d'État dans tous les points du globe étaient-elles la préparation de l'élection du 2 mars 1939 ? Jour de triomphe! "Pour nous jour d'angoisse !" confiait le cardinal Pacelli devenu Pie XII à plusieurs de ceux qui l'approchèrent au lendemain de son élection.
Octobre 1939 - Parmi mes plus chers souvenirs de cette époque (1936-1939) sont les entrevues avec le cardinal Pacelli. J'ai pu voir de près son âme angélique se trahir dans la ferveur de sa prière : l'Angélus dit seul avec lui, un dimanche, dans son bureau, l'immobilité de tout son être devant le Saint-Sacrement pendant les offices et les processions. Un jour que j'attendais dans son antichambre en récitant mon bréviaire, il n'a pas voulu m'interrompre, m'a fait entrer et continuer, et a attendu que j'eusse fini pour me parler des affaires pour lesquelles il m'avait convoqué. Je n'avais pas quatre ans de sacerdoce et il était cardinal ! Presque chaque fois il me demandait mon avis, avec l'humilité des saints : comme si ç'eût été à moi de l'éclairer ou de le critiquer!
La tiare ne l'a pas changé. Il m'a fait appeler, à quelques jours de son élection, et après que je lui eus donné mon avis sur le français d'un document: "Et comme conception, cela va bien aussi? a-t-il ajouté (E comme concetto va bene pure?)" Cette humilité vraie et profonde se trahissait à chaque instant, soit qu'il confiât l'émotion intense qu'il avait ressentie en montant dans la chaire de Notre-Dame de Paris, soit qu'il parlât du pape (étant encore cardinal) ou de l'Église: "Je peux me tromper. Je me suis trompé? Je me suis trompé. Mais le Pape!" (Io posso sbagliare. Ho sbagliato? Ho sbagliato. Ma il Papa!). Aussi que de minutieuses révisions avant d'apposer au bas d'une lettre, si insignifiante fût-elle, une signature qui engageait la responsabilité du pape. Quelle minutie à corriger les phrases où tel ou tel mot pouvait être mal interprété ou risquer de froisser quelqu'un! Que de vérifications dans les dictionnaires, dont il avait une collection. "Que ferais-je, disait-il, sans les dictionnaires! (Senza vocabolarî, comme faccio?)"

#### Pendant la guerre de 1940. Les persécutions en Allemagne et le silence reproché à Pie XII
Août 1941 - Du père Leiber, s.j., confident du pape. Persécutions en Allemagne: les bénédictins sont chassés de partout, sauf Marialaach et Beuron: les instituts missionnaires n'ont plus une seule maison; les jésuites en ont encore quelques-unes, notamment celle de Francfort. Le silence du pape, dit le Père Leiber, ne pourra pas durer toujours. Mais ce sont les évêques polonais eux-mêmes, les plus persécutés, qui le supplient de se taire, pour éviter des représailles qui rendraient leur condition encore plus affreuse. D'où la phrase du Saint Père dans son message du 29 juin sur les "indicibles persécutions que la sollicitude envers ceux qui souffrent ne permet pas de révéler dans tous leurs douloureux et émouvants détails".
Vers la même époque, Monseigneur Tardini me dit: "Le Pape parle, il ne crie pas" (Il Papa parla, non grida). Rien ne serait plus facile qu'une protestation à grand effet. Le moment n'est pas venu. C'est au Pape de juger quand elle sera le plus utile. Avant tout il doit réaliser le Pasce oves meas (Paix mes brebis): garder le contact avec les évêques d'Allemagne, avec les évêques de Pologne, les soutenir, les encourager, sans quoi même les plus virils finiraient par se laisser abattre. Monseigneur Gall est mort avec un autographe du Pape entre les mains. Pratiquement on arrive à faire passer tout ce qu'on veut, en utilisant tantôt l'un tantôt l'autre. Tout cela disparaîtrait le jour où le pape parlerait trop haut.
6 octobre 1941 - Le Pape a dit hier soir à Monseigneur Montini: "Si l'Axe gagne cette guerre, c'en est fait du christianisme en Europe!"
Noël 1941 - Discours du Pape, qui dit cette fois clairement que malgré son souci d'éviter jusqu'à l'apparence de l'esprit de parti, il est obligé, au nom de la vérité, de dire un mot sur la persécution religieuse de plus en plus violente "en certaines régions", pour empêcher aussi que son silence ne soit une cause d'égarement pour les consciences des fidèles (…). Le Père Leiber, rencontré hier, m'a avoué qu'il n'espérait même pas que le Pape en dirait si long. Il ne doute pas que l'effet en Angleterre et en Amérique ne soit excellent. Il m'a dit qu'on évalue à quatre mille les prêtres détenus dans les camps de concentration en Allemagne et dans les pays annexés actuellement.
Février 1942 - Le Pape a reçu de source sûre des détails effrayants sur le traitement infligé par l'armée allemande aux prisonniers russes. Il a dit à l'un de ses familiers: "Si nous avions su tous ces détails à Noël, nous aurions parlé plus fort dans notre message à la radio."
Mai 1942 - Jubilé épiscopal du Saint-Père. Son discours a été retransmis par les radios nationales de bien des pays mais pas par l'Allemagne ni par l'Italie. "Voilà leur cadeau pour mon jubilé! (Ecco il loro regalo per il mio giubileo)", a dit le Pape à un de ses familiers, Monseigneur Rossignani.
Cela a provoqué quelques trop rares mais bienfaisantes réactions. Le cardinal Piazza, patriarche de Venise, prenant la parole à Saint Marc, a dit entre autres"
Nous protestons contre le fait qu'on empêche la voix du Père d'arriver jusqu'à ses fils. Nos paroles, nous le savons, ne seront pas agréables aux Autorités - qui sont absentes ici - mais l'heure est venue de parler clairement. Tant qu'il ne s'agit que des sacrifices imposés à tous par la guerre, le pain noir, la réduction des bulletins religieux par manque de papier, patience. Mais qu'on empêche encore par surcroît la parole du Père de venir réconforter ses fils dans leurs peines, c'est là une exécrable imposition (questa è un' imposizione esecrabile).
Le cardinal a été applaudi à deux reprises en pleine basilique au cours de son discours.
20 juillet 1943 - Hier journée d'intense émotion: bombardement de Rome. Il y a trois semaines encore, le Pape faisait faire par le cardinal Maglione une démarche auprès des autorités italiennes pour qu'on éloignât de Rome les Allemands et qu'on ôtât tout motif à un bombardement. Peine perdue! Le Pape a voulu aller hier en personne avec Monseigneur Montini voir les dégâts, prier, consoler, bénir, distribuer des secours. Les femmes en pleurs l'accueillaient en criant: "Saint Père, donnez-nous la paix, la paix! Nous n'en pouvons plus! (Santo Padre, dateci la pace, la pace! Non ne possiamo più!). Mais de ces cris ce n'est pas dans les journaux qu'il faut chercher l'écho. De même ce n'est pas dans les journaux qu'on apprend qu'il y avait un état-major allemand installé dans un bâtiment à cent mètres de la basilique de San Lorenzo…
24 juillet 1943 - A propos de la gare de triage de San Lorenzo, recueilli ce témoignage intéressant et non suspect: un employé du consulat suisse, lundi à dix heures du matin, disait à quelqu'un qui l'a répété à l'auditeur de Rote anglais: "Si les Anglais savaient ce qu'il y a en ce moment au Scalo San Lorenzo, ils n'attendraient pas une demi-heure pour venir bombarder!" Vingt minutes plus tard, les premières bombes tombaient…
Fin janvier 1944 - Débarquements alliés à Anzio et Nettuno.
Enfin! À Rome, le Pape veut avoir sa part des souffrances communes et a décidé de ne pas se chauffer de l'hiver. Par contre-coup nous partageons la pénitence. Aucun bureau n'est chauffé. Au froid va peut-être s'ajouter bientôt la faim. Il n'y a plus que pour huit jours de farine dans Rome, et une colonne de camions du Vatican part aujourd'hui pour en chercher, à la demande du Gouverneur de Rome (dans l'espérance que le pavillon pontifical assurera la réussite de l'entreprise). À la faim s'ajoutera normalement l'émeute. La foule se jette déjà sur les arbres des routes et a mis en coupe toute une surface du parc de la Villa Doria-Pamphili au Janicule (on ne trouve plus de charbon de bois qu'à des prix astronomiques). Le Vatican semble prévoir l'irruption possible de la foule. De solides grilles de fer ont été installées, il y a déjà quelques mois, à la porte Sainte-Marthe, et on vient de les renforcer tout dernièrement par des arc-boutants, en fer également, destinés à empêcher qu'elles ne cèdent à une forte pression.
Mars 1944 - Massacre d'otages (enterrés aux Fosse Ardeatine).
Atmosphère lourde à Rome. Ration de pain : 100 grammes par personne et par jour.
5 juin 1944 - Hier, à neuf heures du soir, les armées alliées sont entrées dans Rome. La cloche du Capitole a sonné. Ce matin, dans un délire de joie, le peuple romain acclame les longues colonnes qui continuent rapidement vers le nord, poursuivant les Allemands en déroute. Les soldats alliés distribuent des cigarettes et du chocolat. Les Romaines répondent en leur jetant des fleurs. Autant l'arrivée des Allemands le 8 septembre a été un jour sombre, autant le 5 juin est un jour radieux. Tous les malheureux jeunes gens sur qui pesaient une condamnation à mort et une menace continuelle d'arrestation à domicile respirent maintenant librement et sortent de leurs cachettes.
Quel changement d'atmosphère! On peut bien à nouveau dormir dans son lit, sortir de chez soi…La Canonica vaticane se vide de ses hôtes. De leurs cachettes sortent également les pauvres juifs, les officiers italiens…La presse de nouveau libre (après vingt-deux ans!) s'en donne à cœur joie. Chaque jour voit naître quelque nouveau parti et paraître quelque nouveau journal.
Pour nous, Français, jours de gloire inoubliables. Dès le 5 juin, le conseiller De Blesson et le secrétaire De Vial ont remis leurs démissions à Léon Bérard, pris contact avec les envoyés d'Alger et repris possession, au nom de la France, du Palais Farnèse, de la Villa Médicis. Quelle revanche sur juin 1940! Puis cela a été l'émouvante réception au Farnèse de la colonie française. Quand le général Juin a évoqué en phrases brèves la signification à Rome de l'armée française, tout le monde, à commencer par le cardinal Tisserand, avait les larmes aux yeux. Le général nous a demandé de prier.
Le Pape a reçu les généraux français et le général Juin en audience privée. "Portez à la France, leur a-t-il dit, l'assurance renouvelée de notre amour, de nos vœux, de nos espérances!"
30 juin 1944 - De Gaulle à Rome. Je l'ai accueilli dans la cour Saint-Damase et accompagné jusqu'à l'antichambre du Pape. Impression : un homme grave, méditatif, qui ne sourit jamais, lent dans sa démarche et dans ses mouvements ; curieux contraste avec sa vie si prodigieusement active. Nous essayons de faire coïncider l'idée que nous nous faisons du personnage avec le personnage lui-même. Du côté du Saint Siège, on fait le maximum de ce qu'on pouvait faire pour honorer un chef d'État non reconnu : cortège, visite à Saint-Pierre et entrée par le grand portail, accueil par les chanoines…
Grand remue-ménage au Vatican tous ces jours-ci. Les diplomates de l'Axe sont contraints à entrer dans la Cité par les autorités militaires alliées. Les diplomates alliés n'en finissent pas d'en sortir. Pénible embouteillage. Seize Japonais ont dormi la nuit dernière dans sept pièces dont plusieurs encore occupées par le chauffeur et les meubles du prédécesseur. Allemands, Roumains et Finlandais s'installent à Santa Marta.
29 août 1944 - Les événements ont marché en France à une allure vertigineuse : débarquement sur la Côte d'Azur, Toulon, Marseille, Avignon, Grenoble, rejointes en un rien de temps, tandis qu'au nord c'était l'avance sur Paris, enfin délivré il y a trois jours à peine, acclamant la division Leclerc et le général de Gaulle dans un délire d'enthousiasme.

#### De la fin de la guerre à la mort de Pie XII (1945-1958)
Juin 1945 - Magnifique discours du Saint-Père aux cardinaux. Parlant enfin "en clair", il a fait le bilan des abominables persécutions dont le nazisme s'est rendu coupable contre le christianisme et l'humanité en général.
Noël 1945 - Par une promotion de trente-deux cardinaux (unique dans l'histoire jusqu'ici) Pie XII porte au complet le Sacré Collège, ce qui ne se faisait plus depuis le XVIIIe siècle, et étend la pourpre aux cinq parties du monde. C'est l'universalité de l'Église qui resplendit cette fois. Autre note très suggestive : au lendemain des longues souffrances de l'Église sous la tyrannie national-socialiste, le Pape récompense de façon éclatante ceux qui ont lutté avec courage pour la liberté de l'Église et ont refusé de pactiser avec l'ennemi : un Saliège en France, un Von Galen en Allemagne, un De Jong en Hollande, un Sapieha en Pologne.
Mars 1946 - Splendeurs du consistoire public du 21 février dans Saint-Pierre éblouissant de lumières, d'uniformes bigarrés et d'étoffes chatoyantes. Quand l'héroïque évêque de Münster, Monseigneur Von Galen, s'est avancé vers le trône pontifical, les applaudissements ont crépité de tous les points de l'immense basilique : juste hommage au courage intrépide de ce confesseur de la foi! Il unit d'ailleurs la grandeur à la simplicité, comme tous ceux qui sont vraiment grands. Ayant à traiter avec lui de son retour en Allemagne, je l'ai entendu me dire avec un bon sourire : "Qu'on tâche de me réserver un compartiment… à cause de cela (il montrait sa pourpre). Si ce n'était que pour moi, j'entrerais aussi bien dans Münster sur le dos d'un âne ! (Für mich, auch auf einem Esel!)"
Août 1946 - Le Pape cédant aux pressions de son entourage a été se reposer à Castel Gandolfo. Étonné de l'accueil enthousiaste d'une population qui a voté communiste il y a quelques mois. il a dit, en se retournant vers ses familiers: "On ne dirait pas que c'est la population qui résulte des élections! (Non sembrerebbe la popolazione quale risulta dalle elezioni!)"
Décembre 1947 - Une note gaie, après des compliments à Pie XII sur sa maîtrise de la langue française: "Si ce sont les communistes qui gagnent, j'aurai un métier : enseigner le français! (Se vincono i comunisti, avrò un mestiere: insegnare il francese!)"
Un autre mot, à propos de De Gaulle, que tout le monde alors n'approuvait pas. Il en avait parlé avec l'amiral D'Argenlieu, venu lui offrir toutes ses décorations : "De Gaulle ? Mais il a sauvé la France.
2 janvier 1949 - Notes sombres au seuil de la nouvelle année : persécutions en Roumanie et en Hongrie (arrestation du cardinal Mindszenty), la Chine presque entièrement aux mains des communistes, continuation de l'interminable conflit indochinois… Le Pape est triste, préoccupé, conturbato, nous a dit Montini à l'occasion des veux de Noël, plus qu'il ne l'était pendant la guerre.
29 octobre 1949 - Émouvante audience du Saint-Père hier soir pour présenter l'abbé Veuillot (venu de Paris pour m'aider) et… le décider à rester ! Le Pape seul dans son perchoir de Castel Gandolfo, surplombant le lac d'Albano. Tout autour, solitude et silence. Dans les lointains, quelques lumières. Le Saint-Père, en "tenue de travail", avec une espèce de camail en grosse laine blanche : "Le Pape-ouvrier !" nous a-t-il dit dès l'entrée, en s'excusant (il voulait se changer pour nous recevoir!). Il a fallu l'insistance de Monseigneur Montini pour l'en dissuader : "Avertissez-les qu'ils me trouveront comme cela. Qu'ils m'excusent ! (Li avverta però, li avverta che mi troveranno così. Mi scusino!)" Couronnant cette exquise humilité, une charité plus exquise encore. Tout préoccupé des sacrifices qu'il impose au cher abbé en l'arrachant à son apostolat parisien, il lui explique que c'est pour un plus haut service et lui cite un mot de saint Ignace: "Quo universalius, eo divinius (plus c'est universel, plus c'est divin)." L'abbé ne résiste pas à cette émouvante invitation : il restera. Le Pape nous remercie tous deux "de vouloir bien l'aider", il nous force presque à accepter des chapelets et nous bénit. Une particularité de ce pontificat : l'absence de titulaires aux postes réputés les plus importants de la curie. Quand on a eu rédigé la bulle d'Indiction, de la prochaine année sainte, on ne trouva pour la signer ni secrétaire d'État, ni chancelier, ni camerlingue, les trois charges étant depuis des années sans titulaire ! C'est le Pape lui-même qui a tout signé (y compris les bulles annexes réservées normalement à la signature des moindres personnages).
1950 - L'année sainte. Elle s'achève par la proclamation de l'Assomption comme dogme de foi et par la publication de l'encyclique Humani generis. Au sujet de celle-ci, le Pape aurait dit à un évêque français : "On voulait me faire faire un Syllabus, mais je n'ai pas voulu !"
On s'attendait aussi à une promotion cardinalice couronnant l'année sainte (le poste de secrétaire d'État - entre autres - est depuis six ans sans titulaire !). Le cardinal Canali ayant fait une discrète allusion à un éventuel consistoire à Noël, "Non lo faccio, non lo faccio", a répondu le Pape avec vivacité.
La définition de l'Assomption le 1er novembre a rassemblé sur la place Saint-Pierre huit cents évêques, plusieurs souverains et chefs d'État, des ambassadeurs, une foule incalculable… Un soleil de printemps baignait l'inoubliable spectacle. Et l'on devinait l'émotion de ce demi-million de chrétiens mis en prière par le Pape "Et maintenant, prions ! (E adesso preghiamo), sans compter les millions d'autres reliés par la radio. Et puis la voix claire du chef, humble et doux, mais sûr de lui et maître infaillible : "pronuntiamus, declaramus, definimus"… et la tempête d'acclamations succédant au silence de la prière. Un grand moment dans l'histoire de l'Église de ce temps !
À propos du dogme de l'Assomption, un mot vraiment inspiré de Pie XII aux deux pasteurs protestants de Taizé, qui, reçus en audience, lui faisaient de timides objections : "Comment voulez-vous que je ne proclame pas la foi de l'Église?"
Septembre 1951 - (de Monseigneur Principi). Pie XII a défini l'Assomption, mais il ne définira pas Marie-Médiatrice : il n'en est pas persuadé (non ne è persuaso).
Décembre 1952 - Annonce d'un consistoire et révélation faite par le Saint-Père du refus de Monseigneur Tardini et de Monseigneur Montini, qu'il avait mis en tête de sa liste. Voilà leur humilité révélée au monde entier ! Et l'esprit romain n'a pas tardé à découvrir dans la Ville sainte les deux rues qui conduisent aux grandes destinées : la via dell'Umiltà et la via della Lungara… Deux nominations dans des pays à gouvernement communiste : Wyszyński (Pologne) et Stepinać (Yougoslavie).
Décembre 1954 - Grave accroc de santé du Saint-Père : hoquet provoqué par une hernie du diaphragme. On l'a cru mort. Il se rétablit doucement.
Mars 1956 - Apothéose de la Papauté à l'occasion de quatre-vingts ans de Pie XII, fêtés triomphalement dans le monde catholique. Un vrai plébiscite ! Jamais sans doute un Pape n'a été connu et aimé dans d'aussi vastes proportions, même au-delà des frontières du catholicisme. Afflux incroyable de dons de toutes sortes, de trésors spirituels, d'adresses, de télégrammes (quatorze mille le 2 mars !), de lettres… Missions extraordinaires de cinquante nations à la basilique vaticane pour la Chapelle papale du dimanche 11 mars…
9 octobre 1958 - Après deux jours d'attente angoissée, mort du pape Pie XII ce matin, un peu avant quatre heures, dans sa villa de Castel Gandolfo. Son rythme d'activité en septembre avait passé les bornes de la prudence humaine (plusieurs grands discours chaque semaine). Il est mort sur la brèche, à quatre-vingt-deux ans.
14 octobre 1958 - Cortège triomphal pour ramener la dépouille de Castel Gandolfo à Rome. Affluence sans précédent pour la vénérer dans Saint-Pierre. Plébiscite mondial de condoléances. L'homme le plus universellement connu et aimé disparaît. Une grande voix se tait. Le monde se sent tout à coup orphelin…
Mars 1991 - Un complément peut et doit être ajouté aujourd'hui, concernant le silence reproché à Pie XII notamment vis-à-vis des juifs. Il s'agissait d'une véritable campagne de dénigrement, dont un des sommets avait été la pièce de Rolf Hochhuth "Le Vicaire". Paul VI en avait été si choqué que, dès novembre 1963, il adressait aux évêques d'Allemagne une lettre rédigée dans un style d'une vigueur qui ne lui était pas habituelle:
Nous déplorons avec vous, leur écrivait-il, les calomnies et les injures portées faussement dans votre pays contre la vénérable mémoire du pape Pie XII, par des fables insolentes que l'on devrait avoir honte d'avoir forgées et divulguées. Il faut qu'une pareille ignominie cesse, et que l'iniquité, qui se réjouit misérablement de cette lucrative falsification, cède le pas à la vérité. La vérité, c'est que Pie XII fut bien le protecteur des opprimés, le messager et l'ouvrier actif de la charité évangélique, le défenseur acharné des persécutés. Pendant la guerre, et au milieu des difficultés de l'après-guerre, il s'employa généreusement à soulager les misères et à protéger les droits de la société humaine, ne négligeant rien de ce qui pouvait être fait dans ce sens, même si les circonstances empêchaient très souvent que son action multiforme pût être commue et bien appréciée de tous.
Mais il ne suffisait pas que cette mémoire de Pie XII fût limitée aux évêques d'Allemagne. Le monde entier devait en être informé. Or il se trouvait qu'à quelques semaines de là Paul VI exécutait son voyage en Terre sainte, que nous étions allés préparer avec son secrétaire Don Macchi. Il voulut profiter de l'occasion pour faire une déclaration très explicite en un endroit et à un moment qu'il avait délibérément choisis parce que particulièrement suggestifs: ce fut dans le discours d'adieu à Israël à la porte Mandelbaum, le 5 janvier 1964. Après les remerciements d'usage pour l'accueil qui lui avait été réservé, Paul VI s'exprima ainsi :
Nous sommes venus parmi vous avec les sentiments de Celui que Nous avons conscience de représenter et que les prophètes ont annoncé jadis avec le nom de "Prince de la Paix". C'est dire que Nous ne nourrissons envers tous les hommes et envers tous les peuples que des pensées de bienveillance. L'Église, en effet, les aime également tous.
Notre grand prédécesseur Pie XII l'affirma avec force et à maintes reprises au cours du dernier conflit mondial, et tout le monde sait ce qu'il a fait pour la défense et le salut de tous ceux qui étaient dans l'épreuve, sans aucune distinction. Et pourtant vous le savez, on a voulu jeter des soupçons et même des accusations contre la mémoire de ce grand pontife. Nous sommes heureux d'avoir l'occasion de l'affirmer en ce jour et en ce lieu: rien de plus injuste que cette atteinte à une aussi vénérable mémoire.
Ceux qui ont comme Nous connu de près cette âme admirable savent jusqu'où pouvait aller sa sensibilité, sa compassion aux souffrances humaines, son courage, sa délicatesse de cœur. Ils le savaient bien aussi ceux qui, au lendemain de la guerre, vinrent, les larmes aux yeux, le remercier de leur avoir sauvé la vie. Vraiment, à l'exemple de Celui qu'il représente ici-bas, le Pape ne désire rien tant que le bien véritable de tous les hommes.

### Paul VI

#### Les souffrances du pape Paul VI, par le cardinal Jacques Martin
« (…) Ce qui nous frappait le plus, c’était de le trouver prêtre dans l’exercice même de sa charge. Son âme était douloureuse : la dégradation du catholicisme en était la principale cause. Il dut dénoncer la « fumée de Satan » qui s’était introduite dans l’Église. Un long conflit avec le cardinal Alfrink et les évêques de Hollande au sujet du célibat des prêtres le fit particulièrement souffrir. « J’espère que Dieu me rappellera à lui avant de voir cela ». Autre souffrance, la défection des prêtres, atteignant même tels jésuites-professeurs à la Grégorienne (Pin, Tufari, Diez, Alegria), qui prennent position contre le Pape dans la question de l’introduction du divorce en Italie, en vertu, disent-ils, du principe de la liberté religieuse proclamée par le récent concile : « à qui nous fier ? Si les jésuites se comportent ainsi qu’en sera-t-il des autres ? Si vous saviez quelle souffrance c’est pour moi, cette démolition de l’Église par le dedans, de la part de ceux qui devraient la défendre ». Dans un discours du mercredi, il dénonçait avec une tristesse indignée « les prêtres et religieux qui crucifient l’Église ». A Bruxelles, en septembre 1970, se tenait le congrès des théologiens (progressistes) de la revue « Concilium ». Paul VI me confia : « j’ai lu hier soir et cette nuit les exposés des théologiens de Bruxelles : c’est la destruction de toute autorité dans l’Église, tout vient d’en-bas ! ».
Fin des années 1960 - début des années 1970 : la contestation étant devenue, en quelque sorte, le mot d’ordre dans la Sainte-Église, Paul VI ne pouvait pas ne pas être le premier visé. On ne s’adressait pas au Pape, encore moins à Sa Sainteté, mais au Frère Paul, un chrétien comme un autre. Une de ces lettres au Frère Paul date de 1968. Elle est signée de sept cents laïcs et de quelques prêtres. Elle conteste toutes les structures actuelles de l’Église, exige le retour à la pauvreté de l’Evangile, ne verrait pas d’un mauvais œil la démolition de la basilique vaticane (« ce n’est pas nous qui pleurerons… »). Une lettre ouverte à Paul VI du 30 juin 1970 est, bien que dans une direction opposée, plus éloquente encore : « depuis que Paul VI règne à Rome, Rome enseigne un Evangile inversé, inverti, corrompu, une ‘nouvelle économie de l’Evangile’ selon votre propre aveu. En conscience, Très Saint-Père, au nom de Dieu, au nom de l’Église que vous induisez en erreur, au nom de la Foi, nous ne pouvons accepter votre ‘nouvelle économie de l’Evangile’, car l’Évangile n’a pas à être soumis à une nouvelle économie. Il n’a pas à être remanié, repensé, changé, modernisé, adapté, aggiornamenté, adultéré, falsifié, montinisé. La nouvelle religion, cette religion dévergondée que vous nous enseignez et que vous voulez nous contraindre à pratiquer, la religion de Paul VI est une fausse religion. Dieu n’en veut pas. Il la condamne, comme il a condamne celle de Luther. L’Église de Paul VI, dévergondée intellectuellement et moralement, lui fait horreur ».
Novembre 1970 : titre proposé pour la récente assemblée de l’épiscopat français à Lourdes ‘le virage de l’Église de France vers le socialisme’. Monseigneur Jenny (Cambrai), qui en arrive, me décrit la pression à outrance de la ‘base’ pour un christianisme politique et socialisant, limitant son champ de vision à la libération de l’homme en ce monde. Diagnostic lucide du Père Loew « Les évêques ne peuvent éluder leurs responsabilités. Si des directives claires ne sont pas données, le silence de l’épiscopat équivaudra à l’acceptation tacite de toutes les options, même les plus étrangères à l’Evangile et les plus corrosives de la foi des chrétiens ». Janvier 1973 sur la tenue des prêtres et des évêques : une chrétienne (dans le bulletin paroissial de Longué, Maine et Loire) : « Je reviens de Lourdes avec des malades. J’ai été peinée de voir mêmes des évêques venir rendre visite aux alités en veston. S’ils savaient comme ils ont l’air miteux et sans dignité ». Cette bonne personne, sans le savoir, faisait écho au Pape lui-même : « Comme ils me font de la peine, ces religieux et prêtres qui cherchent à ne pas apparaître pour ce qu’ils sont ! ». Et le Pape de noter le manque de cohérence : « Ils n’ont à la bouche que le « signe », le geste « signifiant », le « sens », et en même temps ils s’appliquent à faire disparaître tout signe qui permettrait de les identifier. Où est la logique ? ». Octobre 1973 : continuation des extravagances : « Le prêtre est superflu. S’il fonctionne encore, c’est parce qu’un peuple retardataire lui demande encore des sacrements, alors que la société s’éloigne de plus en plus de ces sortes de valeurs » (Parole et Pain, revue des Pères du Saint-Sacrement, no 56 de mai-juin 1973) cum permissu superiorum. Dans la même revue (édition de septembre-octobre), un appel à la lutte des classes  (Philippe Warnier), à la libération de l’Église (Landouze, Schreiner), à la liberté sexuelle (Bernadette Delarge) (… toujours cum permissu Superiorum ! 
Continuation également des lamentations des bons laïcs. Elles ont soudain été comme catalysées par un article sur « la messe de 11h » dans « Le Figaro » de l’économiste Fourastié qui a reçu en huit jours cinq mille lettres, car presque unique dans les expériences de ce genre. Il faudrait être sourd pour ne pas entendre le « grido di dolore » du peuple chrétien, blessé dans ce qu’il a de plus cher : sa foi et sa confiance dans les prêtres.
Avril 1974 : mort de Georges Pompidou, et messe d’enterrement en grégorien, selon la volonté du Président. Réflexion d’une femme du peuple : « Pourquoi n’y a-t-il que le président de la République qui ait droit à ces beaux chants ? ». Même son de cloche dans La Croix des 5-6 mai : « Nous sommes nombreux à formuler le même vœu - que le Président -. Mais hélas ! Il faut maintenant être au moins président de la république pour pouvoir manifester un désir de la sorte et notre nouveau clergé se refuse obstinément à se plier à de telles exigences du défunt (…). Lorsqu’on compare la plate et morne contexture de nos actuelles messes de funérailles à la mystique implorante d’un plain-chant grégorien, on ne peut que déplorer une telle situation ».
Le rapport doctrinal de l’Assemblée de Lourdes 1973 (par Monseigneur Bouchex) caractérise la charge du prêtre dans l’Église comme une « fonction de présidence » (citation exacte : « le mot le plus englobant pour exprimer cette charge est celui de présidence »). Mais qui voudra se faire prêtre avec, pour tout idéal, d’être « président d’assemblée » ? Le Père Ravier, rencontré hier 13 mai 1975, connaît des communautés de jésuites où les pères ne disent plus la messe (même le dimanche, assure-t-il) : pas d’assemblée, donc pas de « présidence » et pas de messe ! 
Septembre 1976 - aggravation de la dissidence de Monseigneur Lefebvre. Toute l’Église est dans l’erreur sauf lui. André Piettre (« Le Monde » du 27 juillet) donne une explication : le schisme de « droite » n’aurait pas existé s’il n’y avait eu, toléré et encouragé par les évêques, un schisme de « gauche », soi-disant sous le couvert du concile : célébrations sauvages, catéchèse aberrante, extravagances doctrinales et morales sans nombre… Il est évident pour tout le monde que s’il y avait eu en France des séminaires normaux, nul n’aurait songé à aller en fonder un à Écône. Et s’il y avait eu partout une liturgie digne et édifiante, on n’aurait pas été en chercher une en Suisse. En attendant, l’abbé Oraison affirme impunément dans « Paris Match » que les anges n’existent pas : l’abbé Charlot « chargé de la catéchèse dans l’Ouest » affirme qu’après la consécration « le pain est toujours du Pain » (« Jésus est-il dans l’hostie », brochure pour les catéchistes). On ne saurait mieux s’y prendre pour fabriquer des Lefebvre ! »

### Jean-PaulIer
25 août 1978 - Entrée en conclave des cardinaux, qui seront enfermés ce soir par le marquis Sachetti, par moi et par le commandant de la garde suisse : le « triumvirat » qui a remplacé le maréchal et le gouverneur du conclave de jadis. Nombreuses réflexions sur les conditions de réclusion des cardinaux : fenêtres scellées (en août, à Rome !), manque de toilettes et des commodités devenues habituelles à notre époque, carreaux badigeonnés pour empêcher de voir au dehors... Cela semble d'un autre âge, et offensant pour les « reclus ». Et pourtant c’est un pape partisan de l'« ouverture» (Paul VI) qui a publié la derrière constitution sur le conclave, qui renchérit encore en sévérité sur les précédentes... Les pronostics sur le nouveau Pape vont leur train : Baggio, Bertoli, Pignedoli, Siri... Le père Congar se compromet ouvertement dans La Croix et dans des termes peu mesurés, en faveur de Willebrands, qui semble avoir bien peu de chances.
27 août 1978 - Hier soir à dix-huit heures, après à peine vingt-quatre heures de conclave et quatre scrutins, élection imprévue du cardinal patriarche de Venise Luciani, Jean Paul Ier. Un des cardinaux me dit en passant : «Le monde serait étonné s'il savait la proportion des votes ! Vraiment le doigt de Dieu est là ! (digitus Dei est hic!) » ( Tenu par le secret, il ne pouvait en dire plus. Peut-être était-ce une façon de dire que le nouveau Pape avait été élu à la quasi-unanimité des suffrages). On a visiblement senti le besoin d'un homme « religieux » et non « politique ». Le nouveau Pape m'a rappelé (je l'avais oublié) que nous nous étions rencontrés pour la première fois à Lourdes, prêchant des retraites aux prêtres malades, lui aux Italiens, moi aux Français.
Avec l'avocat Felici et les clés fournies par le cardinal Villot, nous avons ouvert l'appartement du Pape, fait sauter les scellés, fait faire le ménage et ouvrir les fenêtres. À midi, j'accompagne le nouveau Pape à la loggia pour l'Angélus, précédé de quelques mots sur son élection et la signification de son double nom. Il a ensuite déjeuné seul avec le cardinal Villot, après quoi nous sommes venus le chercher et l'introduire dans son appartement, l'y laissant avec son secrétaire Don Diego (orioniste) et les deux frères Gusso, anciens serviteurs du pape Jean et de Paul VI.
Il ne veut pas de tiare à son couronnement et fera modifier la formule Scias te esse regem regum, etc., préférant rappeler qu'il est le servus servorum Dei (Serviteur des serviteurs de Dieu).
28 août 1978 - Autre petite audience hier soir pour régler certains détails (blason, couronnement, audience du cardinal Villot...). Il avait fini son bréviaire et récitait son chapelet, après avoir pris connaissance des journaux, où il avait relevé pas mal d'erreurs dans son curriculum vitae. II suggère que L'Osservatore Romano lui montre les épreuves d'imprimerie avant de publier (pour l'honneur du journal !). Pour son couronnement, pas question de tiare, ni même d'intronisation. II ne veut que «le début officiel de son service pastoral (l' inizio ufficiale del suo servizio pastorale) ». Il me demande en riant comment faire pour faire le Pape: « J'ai fait le catéchisme aux enfants toute ma vie. Quel changement! »
Réactions amusantes de la foule à son discours d'hier à midi. Un enfant : « E' buono, e non è noioso! (II est bon, et pas ennuyeux !)» On a apprécié son humilité, sa simplicité, son langage direct. Quant à lui, il a dit aux cardinaux qui venaient de l'élire : « Que Dieu vous pardonne ce que vous venez de faire ! ». C'était une réminiscence de saint Bernard après l'élection de son disciple Eugène III : Parcat vobis Deus...
28 août 1978, seize heures - Nouvel entretien avec le pontife et Monseigneur Noé en vue de la cérémonie de dimanche. Pas de sedia ! (quando saro vecchio! -  Quand je serai âgé !). Pas d'assistance à sa messe quotidienne en dehors des sœurs et de son secrétaire Don Diego avec lequel il concélèbre. Pourquoi faire lever si tôt les deux domestiques (Gusso) ? Hanno famiglia! Sur l’usage de la crosse, en du moins de la croix que Paul VI portait en public, contrairement à l’usage ancien (le Pape n'a pas de crosse) : il y voit un moyen de se donner une contenance (comme le pape Jean avec son chapeau) quand il ne sait que faire de ses mains. Finalement il demande notre avis. Noé répond qu'il est pour. Je réponds que je suis contre : « Me voilà comme l'âne de Buridan ! (Eccomi come l'asino di Buridano!) » Puis il finit par la prendre.
Il n'est pas dupe des acclamations populaires. Il rappelle celles qui accueillirent Pie IX en 1846: « E poi veenero le croci!... Per me le prime sono già venute. (Et puis vinrent les croix! Pour moi les premières sont déjà venues.) »
30 août 1978 - Audience aux cardinaux. Pas un mot du discours préparé. Il commence par s'excuser d'avoir dit « Dieu vous pardonne ! ». Il n'avait aucune intention offensante. Puis il avoue sa totale ignorance de la curie et du gouvernement de l'Église : il a commence à compulser l'Annuario pontificio, pour apprendre... Il espère que les cardinaux de curie seront pour lui de bons samaritains. Il revient sur la surprise de sen élection : il a accepté de prendre sur ses épaules la croix qui aurait été sur les leurs. Au cardinal Kónig (Vienne) : « Le ho un po rubato il posto! (-Je vous ai un peu volé la place.-). Aux autres des souvenirs très précis de rencontres antérieures (à Venise).
1er septembre 1978 - Audience aux journalistes. Il ajoute au discours préparé deux « excursus ». L'un est pour les inviter à juger l'Église en faisant effort pour se placer « du dedans ». Il cite l’entrevue entre Napoléon III et le roi de Prusse : les journalistes ne cherchaient pas à savoir ce qu'ils s'étaient dit, mais quelle était la couleur du pantalon et la marque des cigarettes ! Le second est sur Saint Paul, qui, disait le cardinal Mercier, se ferait aujourd'hui journaliste. Il ferait davantage de nos jours : il irait demander à la RAI-TV un espace plus grand à la télévision pour les choses religieuses.
7 septembre 1978 - Hier première audience générale. Jean Paul Ier donne à l'audience un nouveau style, en appelant auprès de lui un enfant. On n'assiste plus à un discours, mais à un dialogue, très vivant et souvent pittoresque.
Ensuite, il s'adresse aux groupes. Cette fois-ci, il a cité aux nouveaux époux le mot de Montaigne sur le mariage comparé à une cage: ceux qui sont dehors font tout pour y entrer, ceux qui sont dedans font tout pour en sortir !...
Ce matin, le clergé romain. Éloge de la grande disciplina, qui procède d'une conviction.
Un événement tragique : la mort subite du métropolite orthodoxe Nikodim au cours de son audience. Le Pape nous confie qu'il a été profondément édifié par ce que cet évêque orthodoxe lui a dit sur l'Église quelques minutes avant de mourir. Jamais il n'avait entendu quelque chose d'aussi touchant !
Humilité du pontife. Il est obligé de se prêter aux photographies officielles, assis et debout. Commentaire : « Ecco Arlecchino finto principe! (Voilà Arlequin déguisé en prince !) » Il ne cache pas qu'il a souffert de la faim étant enfant : il peut comprendre ceux qui souffrent ! Quand je m'étonne de l'étendue de ses lectures (Twain, Montaigne, Rabelais !...), il m'explique qu'il a passé de longs mois dans des cliniques et des hôpitaux, et qu'il n'avait alors rien d'autre à faire qu'à lire.
15 septembre 1978 - Nouvelle audience générale. Il a accepté la sedia.
Aux jeunes époux, le mot de Lacordaire à propos d'Ozanam « tombé au piège du mariage». Il cite le mot de Pie IX: « Je ne savais pas que Notre-Seigneur avait institué six sacrements et un piège ! » Aux autres, une poésie de Trilussa, qu'il récite par cœur. Ce matin, enregistrement d'un texte en espagnol. (Ecco lo scolaretto... Arlecchino finto spagnuolo!)
29 septembre 1978 - Mort subite de Jean Paul Ier. Stupeur! (trouvé mort dans son lit à cinq heures trente).
4 octobre 1978 - Funérailles place Saint-Pierre, en partie sous la pluie : décision prise ce matin (Monseigneur Caprio, Noé et moi) malgré la menace : pour ne pas décevoir l'immense foule qui serait restée dehors, et pour éviter d'éventuelles comparaisons avec les obsèques de Paul VI.
Longueur du pontificat : trente-trois jours. « L'espace d'un sourire », selon l'heureuse expression d'un journaliste. Cause de la mort : infarctus ou hémorragie cérébrale, peut-être provoquée par une soudaine prise de conscience de la lourdeur de la charge. On ne peut que répéter ce qu'il avait lui-même dit à la mort d'une personne chère : « Nous n'avons pas à poser des pourquoi à Dieu. Nous avons à nous demander : Et maintenant, que devons-nous faire ? ».
Homme plein d'esprit, ayant énormément lu et retenu, capable d'humour dans l’heure qui suivait son élection ; un cardinal espagnol lui ayant demandé à table la permission de fumer : « Si répondit-il, ma... fumata bianca!». Le « Pape du sourire » est universellement regretté. Nous avons vu des larmes aux yeux de beaucoup parmi les dizaines de milliers de personnes qui ont défilé les jours derniers à Saint-Pierre devant sa dépouille mortelle. De lui, comme de Léon XI, qui ne régna que vingt-six jours en 1605, on pourrait dire qu'il fut « plutôt montré que donné » (à l'Église): magis ostensus quam datus ; mais il lui a suffi de ces quelques semaines pour conquérir tous les cœurs.
Novembre 1991 - Après tant d'années, on peut dire que le mystère de sa mort demeure entier. Mais il n'est pas là ou on croit. On a dit et écrit toutes les sottises possibles, jusqu'à prétendre que Jean-Paul Ier avait été empoisonné par le cardinal Villot ! On voit la vraisemblance...
Le mystère est ailleurs. Le pape Luciani a dit maintes fois, et même en audience publique, qu'il avait le cœur malade et avait passé de longs mois de sa vie dans les hôpitaux. Peut-on croire que les cardinaux qui l'ont élu n'en aient rien su? Et s'ils le savaient, comment ont-ils pu confier à un homme malade du cœur la charge du suprême pontificat ? Voilà où est le mystère: c’est le mystère de cette élection, bien plus que le mystère de cette mort.

### Jean-Paul II
Selon the Independent, le cardinal Jacques-Paul Martin, préfet de la Maison pontificale pendant le pontificat de Jean-Paul II, a confirmé dans ses mémoires posthumes que le pape polonais avait affronté le diable au Vatican en 1982, libérant une jeune femme victime d’une possession diabolique. Le prélat raconte comment l’évêque de Spolète, une région de Pérouse en Ombrie, a demandé une audience avec le pape pour lui présenter le cas de Francesca.

## Complémentaires

### Personnalité
Selon l’article que le Monde titrait annonçant sa mort : « Rien ne caractérisait mieux la personnalité de Mgr Jacques Martin que l'ancienne formule des annonces mortuaires propres aux ecclésiastiques : " Humble et discrète personne ". Le préfet du palais apostolique, maître de maison du Vatican, apparaissait toujours légèrement en retrait du pape dans les cérémonies publiques, audiences ou remises de lettres de créance. Il le suivait dans ses voyages, portant au plus haut degré les vertus du silence et de l'effacement, sans pour autant perdre le goût du sourire, ni de l'amitié. »

### Littérature
Ses livres incluent La Nonciature de Paris et Les affaires ecclésiastiques de France sous Louis-Philippe (1949), Dom Innocent le Masson, Louis XIV des Chartreux (1976), Héraldique au Vatican (1987) et Le Vatican inconnu (1988).
Il a écrit deux ouvrages populaires mais non traduits sur l’héraldique du Vatican et Le Vatican inconnu. Son œuvre historique majeure est une étude de la nonciature parisienne du Saint-Siège.
Martin obtient le Prix Montyon de l’Académie française, 1950 pour La Nonciature de Paris et les affaires ecclésiastiques de France sous le règne de Louis-Philippe, et le Prix Marcel Guérin de l’Académie française, 1976 pour Le Louis XIV des Chartreux, Dom Innocent Le Masson.
Il arriva qu'il correspondît avec le célèbre écrivain, ancien résistant et ministre de la culture, secrétaire de l’académie française Maurice Druon, qui préfaça son livre Mes Six Papes.

### Selon les mémoires de Jean Bry
" Occasionnellement, arrivait de Rome, durant les vacances, l’abbé Martin. Son père, colonel en retraite, et la famille possédaient une magnifique maison à Vauvert, au pied de la falaise en haut de laquelle furent retrouvés les vestiges d’un oppidum gaulois. Sa vocation s’était révélée à Trêves où son père était en occupation après 14/18. Sur le conseil de l’Aumônier général, il fit son séminaire à Nice puis partit au séminaire français de Rome où il devait rester toute sa vie ; devint secrétaire particulier de plusieurs papes, Préfet du Palais Apostolique, évêque in partibus de Naplouse. En juin 1988, il a été nommé cardinal. Aux cérémonies pontificales de Noël et de Pâques, il apparaissait aux côtés du pape sur le balcon de Saint-Pierre de Rome pour la bénédiction urbi et orbi. Avec ma mère, nous constations qu’il ressemblait en vieillissant, de plus en plus à son père. "

### Honneurs
- Évêque titulaire de Naplouse de la Palestine, préfet de la Maison pontificale, le 22 septembre 1972
- Chevalier de la Grand-Croix de l'Ordre du Mérite de la République Italienne, le 4 octobre 1985

### Généalogie épiscopale
- Cardinal Scipion Rebiba †, Patriarche Titulaire de Constantinople
- Cardinal Giulio Antonio Santorio † (1566), cardinal-prêtre de la basilique Saint-Barthélemy-en-l'Île
- Cardinal Girolamo Bernerio , O.P. † (1586), carninal-évêque d’Albano
- Mgr Galeazzo Sanvitale † (1604), archevêque émérite de Bari (-Canosa)
- Cardinal Ludovico Ludovisi † (1621), archevêque de Bologne
- Cardinal Luigi Caetani † (1622), cardinal-prêtre de Santa Pudenziana
- Cardinal Ulderico Carpegna † (1630), cardinal-prêtre de la basilique Sainte-Marie-du-Trastevere
- Cardinal Paluzzo Paluzzi Altieri degli Albertoni † (1666), camerlingue de la Chambre apostolique
- Pape Benoît XIII (1675) (Pietro Francesco (Vincenzo Maria) Orsini de Gravina, O.P. †)
- Pape Benoît XIV (1724) (Prospero Lorenzo Lambertini †)
- Pape Clément XIII (1743) (Carlo della Torre Rezzonico †)
- Cardinal Marcantonio Colonna † (1762), cardinal-prêtre de Sainte Marie de la Paix
- Cardinal Hyacinthe-Sigismond Gerdil (Jean-François) , B.† (1777), cardinal-prêtre de Santa Cecilia
- Cardinal Giulio Maria della Somaglia † (1788), cardinal-évêque d’Ostie (et Velletri)
- Cardinal Carlo Odescalchi , S.J. † (1823), cardinal-prêtre de la Basilique des Saints-Apôtres de Rome
- Cardinal Costantino Patrizi Naro † (1828), cardinal-évêque de Porto-Santa Rufina
- Cardinal Serafino Vannutelli † (1869), cardinal-évêque de Frascati
- Cardinal Domenico Serafini , Cong. Subl. O.S.B. † (1900), cardinal-prêtre de Santa Cecilia
- Cardinal Pietro Fumasoni Biondi † (1916), cardinal-prêtre de la basilique Sainte-Croix-de-Jérusalem
- Cardinal Paolo Marella † (1933), cardinal-prêtre de la basilique Saint-André-des-Buissons
- Cardinal Jacques-Paul Martin

## Œuvres
- Jacques Paul Martin, La nonciature de Paris et les affaires ecclésiastiques de France sous le règne de Louis-Philippe (1830-1848), Éditions Beauchesne, 1949, 350 p. (lire en ligne) - Prix Montyon 1950 de l’Académie française
- Jacques Paul Martin, « Le Père de Ravignan journaliste », Étvdes, no 289,‎ 1956, p. 343-363 (ISSN 2102-5800, lire en ligne).
- Monseigneur Jacques Martin, préfet de la maison pontificale, Le Louis XIV des Chartreux, Dom Innocent Le Masson, préface de Jean Guitton, éd. Téqui, 1975, 232 pages - Prix Marcelin-Guérin 1976 de l’Académie française
- Jacques Martin Heraldry in the Vatican - Edition Van Duren 1987 - 285 p. Trilingue : anglais, italien, allemand
- Cardinal Jacques Martin Mes six papes : Souvenirs romains du cardinal J. Martin, préface de Maurice Druon, - Mame 1995 - 295 p.